# Phyllophaga hintoni
Phyllophaga hintoni är en skalbaggsart som beskrevs av Saylor 1935. Phyllophaga hintoni ingår i släktet Phyllophaga och familjen Melolonthidae. Inga underarter finns listade i Catalogue of Life.